# Ga Gwangmyeongsageori
Ga Gwangmyeongsageori (Tiếng Hàn: 광명사거리역, Hanja: 光明사거리驛) là ga tàu điện ngầm trên Tàu điện ngầm Seoul tuyến 7 ở Gwangmyeong-dong, Gwangmyeong-si, Gyeonggi-do. Vào thời điểm khai trương, tên ga là Ga Gwangmyeong, nhưng với việc khai trương Ga Gwangmyeong của Đường sắt cao tốc Gyeongbu, nó đã được đổi thành Ga Gwangmyeongsageori như hiện tại. Ngã tư Gwangmyeong là con phố văn hóa thời trang ở thành phố Gwangmyeong, nơi tập trung nhiều thương hiệu thời trang nổi tiếng .

## Lịch sử
- 9 tháng 2 năm 2000: Ga Gwangmyeong bắt đầu hoạt động với việc khai trương đoạn Onsu ~ Sinpung của Tàu điện ngầm Seoul tuyến 7.
- 29 tháng 3 năm 2004: Để chuẩn bị cho việc khai trương Ga Gwangmyeong trên KTX Đường sắt cao tốc Gyeongbu, tên ga được đổi thành Ga  Gwangmyeongsageori.

## Bố trí ga
| Cheolsan ↑  |         |
| \| １ \|    |         |
| ↓ Cheonwang | ↓ Depot |

| １ | ● Tuyến 7 | ← Hướng đi Phức hợp kỹ thuật số Gasan · Daerim · Văn phòng Gangnam-gu · Jangam |
| ２ | ● Tuyến 7 | → Hướng đi Onsu · Sân vận động Bucheon · Tòa thị chính Bucheon · Seongnam      |
| ３ | ● Tuyến 7 | → Sân ga chưa sử dụng                                                          |

## Ga kế cận
| Lối ra \| 나가는 곳 \| Exit \| 出口 | Lối ra \| 나가는 곳 \| Exit \| 出口                                                                                |
| ----------------------------------- | --- |
| Lối ra 1, 10                        | |
| 1                                   | Hướng tới Cheolsan-dong Trung tâm cộng đồng Gwangmyeong 4-dong                                                     |
| 10                                  | Hướng đi Tòa thị chính Gwangmyeong Chợ truyền thống Gwangmyeong                                                    |
| Lối ra 2~9                          | |
| 2                                   | Gwangmyeong 4-dong                                                                                                 |
| 3                                   | Gwangmyeong 7-dong Trường tiểu học Gwangmyeongnam Trường trung học kỹ thuật Gwangmyeong                            |
| 4                                   | Gwangmyeong 5-dong Trung tâm cộng đồng Gwangmyeong 5-dong Gwangmyeong Hanjin APT                                   |
| 5                                   | Hướng tới Cheonwang-dong Trường tiểu học Gwangmyeongseo                                                            |
| 6                                   | Cầu Gaemyeong Trung tâm phúc lợi cộng đồng Gwangmyeong Trường tiểu học Gaemyeong Gaemyeong Hanjin · Daesang APT    |
| 7                                   | Gwangmyeong 2-dong, Trung tâm cộng đồng Gwangmyeong 2-dong Hướng đi Gaebong-dong                                   |
| 8                                   | Hướng đi Gaebong-dong Bưu điện Gwangmyeong 2-dong                                                                  |
| 9                                   | Gwangmyeong 3-dong Trung tâm cộng đồng Gwangmyeong 3-dong Trường tiểu học Gwangmyeong Chợ truyền thống Gwangmyeong |

## Hình ảnh

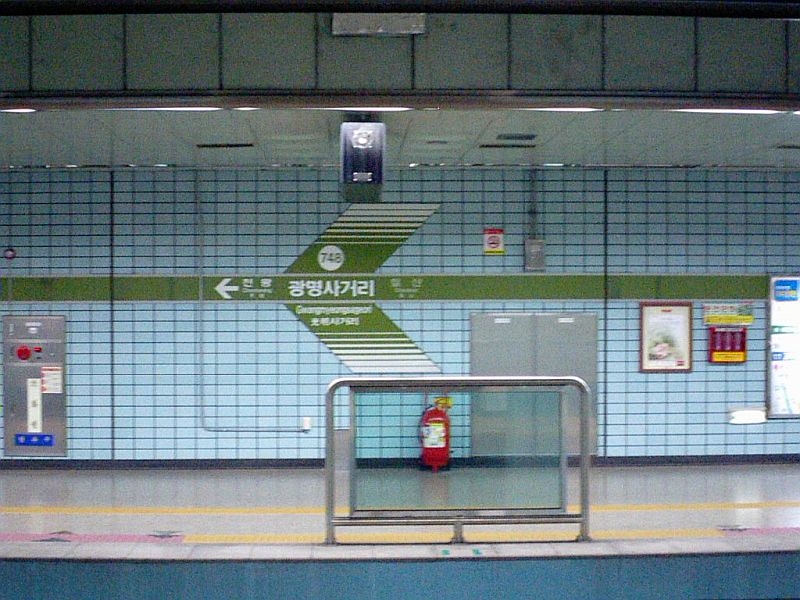
Sân ga (trước khi lắp đặt cửa chắn)
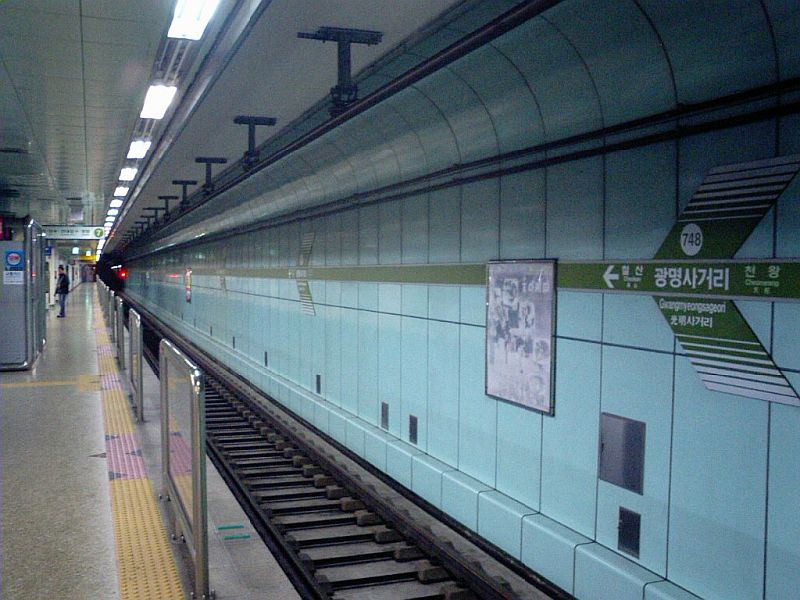
Đường ray hướng Jangam (trước khi lắp đặt cửa chắn)
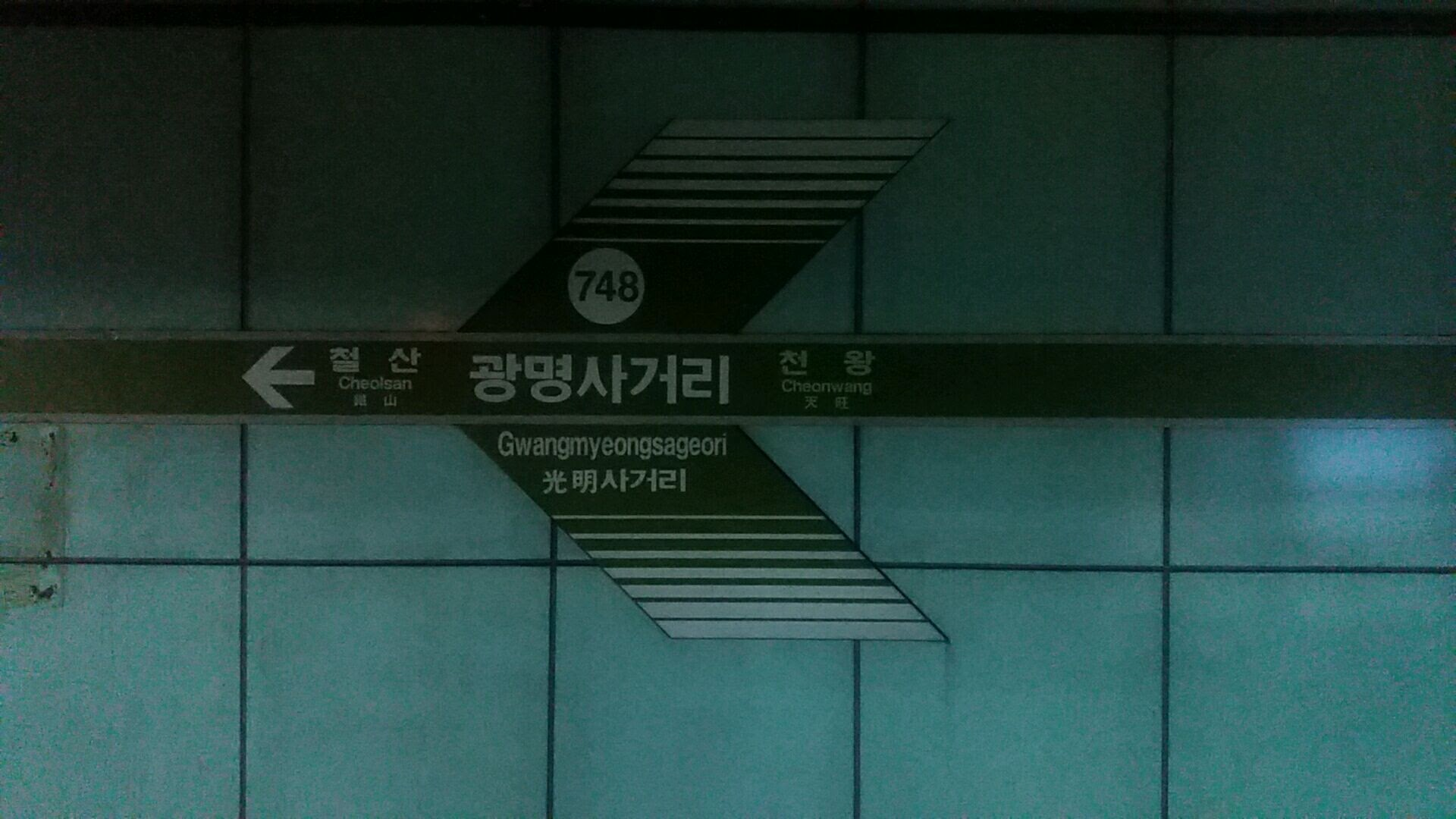
Bảng tên ga treo trên tường